# Berat Çetinkaya
Berat Çetinkaya (* 1. Januar 1991 in Sakarya) ist ein türkischer Fußballspieler.

## Karriere

### Vereine
Çetinkaya begann mit dem Vereinsfußball in der Jugend von Sakaryaspor und spielte hier sechs Spielzeiten lang ausschließlich für die Jugend- bzw. später für die Reservemannschaft. 2008 erhielt er einen Profivertrag und wurde in den Profikader involviert. Sein Debüt machte er am 25. September 2008 im Pokalspiel gegen Denizlispor. Die restliche Zeit der Saison spielte er weiterhin für die Jugendmannschaft. In der Saison 2009/10 wurde er wieder in den Profikader berufen und absolvierte bis zum Saisonende 16 Begegnungen. Zur dritten Saison bei den Profis gelang ihm der Durchbruch. Die Spielzeit schloss er mit seiner Mannschaft als Relegationssieger der TFF 2. Lig ab und stieg damit in die TFF 1. Lig auf. In der Saison 2011/12 wurde Sakaryaspor ein Transferverbot seitens des Fußballverbandes auferlegt, sodass man mit den vorhandenen Spielern die Saison überstehen musste. In dieser Konstellation erkämpfte sich Çetinkaya sofort einen Stammplatz und entwickelte sich über die Spielzeit zum Leistungsträger seiner Mannschaft. Mit seinen 30 Ligaspielen zählte er zu den auffälligsten Akteuren seiner Mannschaft.
Nachdem sein Vertrag mit Sakaryaspor zum Sommer 2012 ausgelaufen war, wechselte er ablösefrei zum türkischen Traditionsverein Beşiktaş Istanbul. Nach dem Vorbereitungscamp wurde Çetinkaya aussortiert und in die Liste der Spieler gesetzt, die ausgeliehen werden sollten. Kurze Zeit später wurde er für die Dauer einer Saison an den Zweitligisten Adana Demirspor ausgeliehen. Für die Saison 2013/14 wurde er an den Zweitligisten Kahramanmaraşspor ausgeliehen. Bereits zur nächsten Rückrunde kehrte er vorzeitig zu Beşiktaş zurück. Nach seiner Rückkehr wurde er allerdings im Mannschaftskader nicht geführt.

### Nationalmannschaft
Im Rahmen des Turniers von Toulon 2012 wurde Çetinkaya im Mai 2012 für die zweite Auswahl der türkischen Nationalmannschaft berufen. Die türkische A2 nominierte hier für Spieler, die jünger als 23 Jahre waren, um die Altersbedingungen für das Turnier zu erfüllen. Die Mannschaft schaffte es bis ins Finale und unterlag dort der Auswahl Mexikos.

## Erfolge
- Sakaryaspor:
  - 2010/11 Relegationssieger der TFF 2. Lig
  - 2010/11 Aufstieg in die TFF 1. Lig

- Zweite Auswahl der Türkischen Nationalmannschaft:
  - Vizemeisterschaft im Turnier von Toulon (1): 2012